# Future Hndrxx Tour
Future Hndrxx Tour è un tour del rapper Future, a supporto degli album Future e Hndrxx.
È iniziato a Milwaukee l'8 luglio 2017 e si è concluso, dopo 30 spettacoli in varie parti del mondo, a Londra il 23 ottobre dello stesso anno.

## Storia
Dopo la conclusione del Nobody Safe Tour nel 2017, Future annunciò un nuovo tour in programma per lo stesso anno, che si svolse tra Nord America, Europa, Oceania e Africa.
Come artisti di apertura vennero scelti Wizkid, Ty Dolla Sign, Post Malone, Zoey Dollaz, ASAP Ferg, YFN Lucci, Lil Yachty  e Rich the Kid.

## Scaletta
1. Draco
2. Rent Money
3. Karate Chop
4. Same Damn Time
5. Bugatti (cover di Ace Hood)
6. Move That Dope
7. Sh!t
8. Freak Hoe
9. Love Me (cover di Lil Wayne)
10. Stick Talk
11. Trap Niggas
12. Lay Up
13. Jumpman
14. Blasè (cover di Ty Dolla Sign)
15. New Level (cover di ASAP Ferg)
16. Wicked
17. I'm So Groovy
18. My Savage
19. Fuck Up Some Commas
20. Low Life
21. Mask Off
22. March Madness

## Date
| Date              | Città            | Paese        | Luogo                                   |
| Nord America      | Nord America     | Nord America | Nord America                            |
| ----------------- | ---------------- | ------------ | --------------------------------------- |
| 8 luglio 2017     | Milwaukee        | Stati Uniti  | American Family Insurance Amphitheater  |
| Europa            |                  |              |                                         |
| 14 luglio 2017    | Lisbona          | Portogallo   | Parque das Naçoes                       |
| Africa            |                  |              |                                         |
| 21 luglio 2017    | Maputo           | Mozambico    | Adil Water Park                         |
| 22 luglio 2017    | Dar es Salaam    | Tanzania     | Leaders Club Kinondoni                  |
| Nord America      |                  |              |                                         |
| 5 agosto 2017     | Toronto          | Canada       | Downsview Park                          |
| 13 agosto 2017    | West Palm Beach  | Stati Uniti  | Perfect Vodka Amphitheatre              |
| 14 agosto 2017    | Tampa            | Stati Uniti  | MidFlorida Credit Union Amphitheatre    |
| 16 agosto 2017    | Jacksonville     | Stati Uniti  | Daily's Place                           |
| 18 agosto 2017    | Birmingham       | Stati Uniti  | Legacy Arena                            |
| 20 agosto 2017    | Virginia Beach   | Stati Uniti  | Veterans United Home Loans Amphitheatre |
| 21 agosto 2017    | Baltimora        | Stati Uniti  | Royal Farms Arena                       |
| 23 agosto 2017    | Saratoga Springs | Stati Uniti  | Saratoga Performing Arts Center         |
| 24 agosto 2017    | Atlantic City    | Stati Uniti  | Boardwalk Hall                          |
| 26 agosto 2017    | Syracuse         | Stati Uniti  | Lakeview Amphitheatre                   |
| 27 agosto 2017    | Uncasville       | Stati Uniti  | Mohegan Sun Arena                       |
| 16 settembre 2017 | New York         | Stati Uniti  | Citi Field                              |
| 17 settembre 2017 | Atlanta          | Stati Uniti  | Piedmont Park                           |
| Europa            |                  |              |                                         |
| 23 settembre 2017 | Melbourne        | Australia    | Catani Gardens in St Kilda              |
| 24 settembre 2017 | Perth            | Australia    | HBF Stadium                             |
| Europa            |                  |              |                                         |
| 10 ottobre 2017   | Trondheim        | Norvegia     | Elgeseter Gate 1                        |
| 11 ottobre 2017   | Stoccolma        | Svezia       | Hovet                                   |
| 12 ottobre 2017   | Copenaghen       | Danimarca    | Valby-Hallen                            |
| 13 ottobre 2017   | Berlino          | Germania     | Columbiahalle                           |
| 15 ottobre 2017   | Colonia          | Germania     | Cologne Palladium                       |
| 16 ottobre 2017   | Amsterdam        | Paesi Bassi  | AFAS Live                               |
| 17 ottobre 2017   | Parigi           | Francia      | Zénith de Paris                         |
| 18 ottobre 2017   | Francoforte      | Germania     | Jahrunderthalle                         |
| 20 ottobre 2017   | Manchester       | Regno Unito  | Manchester Academy                      |
| 22 ottobre 2017   | Birmingham       | Regno Unito  | O2 Academy Birmingham                   |
| 23 ottobre 2017   | Londra           | Regno Unito  | The O2 Arena                            |